# دونالد دافيسون
دونالد دافيسون (بالإنجليزية: Alick Davison)‏ هو لاعب كرة قدم أسترالية أسترالي، ولد في 12 أكتوبر 1886، وتوفي في 26 أغسطس 1945.

## وصلات خارجية
- دونالد دافيسون على موقع AustralianFootball.com (الإنجليزية)
- دونالد دافيسون على موقع AFLtables.com (الإنجليزية)